# Iodoetano
Lo iodoetano, o ioduro di etile, è un alogenuro alchilico di formula CH3-CH2-I. Appare come un liquido incolore, dall'odore caratteristico, che imbrunisce se esposto all'aria e alla luce per liberazione di iodio molecolare. Risulta poco solubile in acqua, nella quale va incontro a decomposizione, mentre è miscibile in etanolo e nella maggior parte dei solventi organici.

## Sintesi
Lo iodoetano può essere sintetizzato facendo reagire iodio molecolare ed etanolo in presenza di fosforo (in genere fosforo rosso). Il fosforo reagisce con lo iodio generando in situ il triioduro di fosforo:
2P + 3I2 → 2PI3
il triioduro di fosforo reagisce quindi con l'etanolo con formazione di iodoetano e acido fosforoso:
3CH3CH2OH + PI3 → 3CH3CH2I + H3PO3
La reazione viene eseguita in ambiente acquoso mantenuto ad alte temperature (100 °C). Lo iodometano viene infine isolato per distillazione.
Lo iodometano può essere inoltre ottenuro per trattamento dell'etilene con acido iodidrico:
CH2=CH2 + HI → CH3CH2I

## Utilizzo
Il composto, in virtù delle sue proprietà alchilanti, trova impiego come reagente in diverse sintesi organiche tra cui la preparazione di α-amminoacidi disostituiti.